# Алёхин, Митрофан Васильевич
Митрофан Васильевич Алёхин (1857, Курск — 1935, Нальчик) — русский художник-живописец, просветитель и общественный деятель, толстовец. Сыграл важную роль в формировании нового кабардино-балкарского искусства.

## Биография
Родился в Курске в дворянской семье. Братья – Аркадий (1854—1918) и Алексей (1859–?).
С 1882 по 1888 год учился в Императорской Академии художеств, где был удостоен второй и первой серебряных медалей (1887) и получил звание классного художника 2-й степени. Стал активным последователем учения Л. Н. Толстого, в 1892 году приезжал в Бегичевку Рязанской губернии для помощи Толстому в деле организации спасения голодающих. Сохранилась его обширная переписка с Львом Толстым, последнее известное письмо от писателя датируется 11 декабря 1894 годом.
Совместно с братом Аркадием занимался организацией целого ряда сельскохозяйственных коммун, в том числе на хуторе «Гремячий» в Курской губернии и общины «Байрачная» в Харьковской губернии, за что подвергался преследованиям полиции. Являясь последователем Л. Н. Толстого, Алёхин занимался нелегальным изданием произведений писателя, направленных против церкви и самодержавия.
Жил и работал в Москве до 1895 года, затем был сослан царским правительством из центральной России в слободу Нальчик Терской области, где и прожил 40 лет до своей кончины.

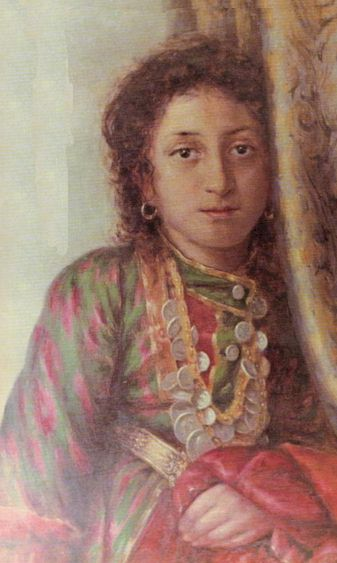
Алёхин М. В. Портрет горско-еврейской девушки

### Нальчик
Алёхин стал первым профессиональным художником, связавшим свою жизнь и творчество с Кабардино-Балкарией. Его работы «Базар в Нальчике», «Горный аул», «Портрет горца», «На водопое» наполнены жизнью, повседневными заботами, красотой и поэзией местного края. Портрет в его творчестве занимает особое место, образы отличаются правдивой, подкупающей искренностью («Портрет девушки», «Мальчик-горец», «автопортрет»). Одна из его работ 
запечатлела шестнадцатилетнюю Надежду Акимовну Ифраимову, будущую жену первого горско-еврейского просветителя, педагога Камуила Гилядова. Сегодня портрет хранится в собрании Национального музея Кабардино-Балкарской Республики.
Являясь единственным художником в республике, занимался педагогической работой, преподавал рисунок в школах Нальчика и педагогическом институте.
Был похоронен на старом кладбище Нальчика на Пятигорской улице, возле Симеоновской церкви. Позднее кладбище было упразднено, на его месте построены жилые дома.

## Наследие
В музеях Нальчика – изобразительном и краеведческом – представлена малая часть из неполной сотни его сохранившихся работ: холстов, акварелей, набросков. Более 30 полотен живописных полотен находится в собрании Кабардино-Балкарского музея изобразительных искусств им. А. Л. Ткаченко. Несколько работ Алёхина (Л. Н. Толстой на смертном одре, Портрет Георгия Александровича Дадиани, Автопортрет) находятся в собрании музея Льва Николаевича Толстого в Москве.
В 1998 году в музее изобразительных искусств Нальчика, к 140-летию со дня рождения художника-академиста, последователя учения Л. Н. Толстого прошла персональная выставка творческого наследия и архивных документов Митрофана Алёхина.

## Внешние ссылки
- Котляров Виктор. Митрофан Алёхин — летописец Нальчика, последователь Льва Толстого (1 часть). // ЖЖ viktorkotl. 2016. 28 декабря.
- Котляров Виктор. Митрофан Алёхин — летописец Нальчика, последователь Льва Толстого (2 часть). // ЖЖ viktorkotl. 2016. 29 декабря.